# طاهر بیلگیچ
طاهر بیلگیچ (ترکی استانبولی: Tahir Bilgiç؛ زادهٔ ۱۲ دسامبر ۱۹۷۰) کمدین، و هنرپیشه ترک اهل استرالیا است.